# Shawn Mendes (альбом)
Shawn Mendes (укр. Шон Мендес), іноді Shawn Mendes: The Album (укр. Шон Мендес: Альбом) — третій студійний альбом канадського співака та автора пісень Шона Мендеса. Випущений лейблом Island Records 25 травня 2018 року. Над альбомом Мендес працював з Раяном Теддером, Джулією Майклз, Джоном Меєром, Едом Шираном, Джонні Макдайдом та Халідом. Це, переважно, поп-альбом з впливом поп-року, блюзу та R&B. Мендес виступив виконавчим продюсером альбому, а також в продюсерами стали, зокрема, Теддер, Луї Белл, Іан Кіркпатрік. Альбом отримав позитивні відгуки від музичних критиків, багато хто з них хвалив зрілість Мендеса і новий музичний напрямок.
Альбом дебютував на першому місці американського чарту Billboard 200 з 182.000 альбомно-еквівалентних одиниць, з них 142.000 — чисті продажі альбому. Він став третім альбомом Мендеса, що очолив американський чарт, а також зробив його третім молодим артистом, чий альбом тричі посідав першу сходинку головного хіт-параду США. Альбом також добре був сприйнятий в інших країнах, увійшовши до чартів Австралії, Австрії, Бельгії, Канади, Нідерландів, Іспанії та Швейцарії. Він став другим альбомом Мендеса, який дебютував у трійці кращих у Великій Британії. Провідний сингл «In My Blood» був випущений 22 березня 2018 року, посівши 11 сходинку американського чарту Billboard Hot 100, а також увійшовши до першої десятки чартів у кількох інших країнах.

## Створення
Альбом був записаний протягом трьох-чотирьох місяців, переважно в місті Малібу, штат Каліфорнія, що у Сполучених Штатах. Записи також відбулися на Ямайці, в Порт Антоніо. Мендес, під час роботи над альбомом, черпав натхнення у музикантів Джастіна Тімберлейка, Kings of Leon, Каньє Веста та Даніеля Цезаря. В інтерв'ю Академії звукозапису він зазначив:
Для мене це було просто вивчення себе в музичному плані, а не просто дотримання одного жанру, і я дозволив собі створювати музику, яку моє серце дійсно хотіло створити, розуміючи, що це не про жанр, а це про людину і єдність в межах оповідей, які я розповів своїм голосом. Це те, чим я дійсно пишаюся. Я пишаюся тим, що ви можете слухати вершину цього альбому і почути великий рок-гімн, а потім на півдорозі ви в якомусь божевільному повільному R&B стилі, а потім, в самому кінці, ви в світі співака/автор пісень [...]

## Просування
Щоб оголосити дату випуску, представити обкладинку альбому та назву, Мендес зробив 9-годинну пряму трансляцію на YouTube, яка завершилася 26 квітня 2018 року, опівночі. Для розкрутки альбому Мендес зіграв концерт у Театрі Форда у Голлівуді 17 травня, який транслювався наживо в Apple Music, а також у телешоу Q&A за участі радіоведучого Зейна Лове. З 4 червня 2018 року Мендес, задля просуванню альбому, щовечора впродовж тижня виступив в ефірі Найпізнішого шоу з Джеймсом Корденом.

## Концертний тур
На підтримку альбому Мендес вирушить у концертний тур Shawn Mendes: The Tour, який пройде у Європі, Північній Америці, Австралії та Новій Зеландії, і розпочнеться 7 березня 2019 року. Окрім того, 2019 року Мендес виконає пісні зі свого нового альбому на музичних фестивалях у Європі, Північній Америці та Південній Америці. Він виступить також на кількох музичних фестивалів до 14 жовтня 2018 року.

## Сингли
«In My Blood» була випущена 22 березня 2018 року, як провідний сингл альбому, і 27 березня з'явилася в ефірі contemporary hit radio.
«Lost in Japan» було випущено наступного дня.
«Youth», за участі американського співака Халид, випущена як третій сингл 3 травня.
«Where Were You in the Morning?» була випущена як четвертий синглом 18 травня.
«Nervous» випущений як п'ятий сингл 23 травня.

## Оцінки критиків
Shawn Mendes отримав загалом позитивні відгуки музичних критиків, зокрема, особливо були відзначені навички Мендеса до написання пісень та художня зрілість, у порівняно з його попередньою роботою. Оглядовий агрегатор сайту Metacritic розрахував середню оцінку 73 зі 100, що базується на 8 оглядах. Марк Кеннеді з Ассошіейтед прес дав позитивний відгук про альбом, похваливши пісні, гуки, а також дует з Халідом, але не був вражений піснями «Like to Be You» у дуеті зі співачкою Джулією Майклз і «Fallin' All in You», що була написана у співавторстві з Едом Шираном і Джонні Макдайдом. Ілана Каплан з Індепендент дала альбому 4 з 5 зірок, відзначивши зрілість Мендеса у порівнянні з його попереднім альбомом: «З його останніми зусиллями, 19-річний співак виходить за межі стереотипних проблем у відносинах і йде до чогось більш особистого». Ганна Мілреа з NME також похвалила розвиток Мендеса, називаючи його рок- і фанк-захопливий звук «яскравим і сміливим новим напрямком». Майк Нід з Idolator назвав його найкращим альбомом Мендеса на сьогоднішній день, на додаток до одного з кращих з цього року.
Мейв МакДермотт з USA Today виділив «In My Blood», як одну з кращих пісень, заявивши, що альбом «привертає увагу невинністю, гострими відчуттями і болем, унікальними для 19 річного, що лишається наодинці і з надією». На противагу цьому, Бріттані Спанос з Rolling Stone називає «In My Blood» однією з найслабших пісень альбому, вважаючи за краще замість цього було б зосередитись на співпраці з Майклз. В іншому позитивному огляді Джем Асвад з Variety назвав альбом «надзвичайно продуманим популярним альбомом, який проявляє співака у різних стилях, яскраво демонструючи співпрацю з іншими митцями та роблячи деякі брутальні послання — проте його особистість стала достатньо сильною, що він ніколи не був переповнений будь-чим з цього». Кріс Гіллет з South China Morning Post також похвалив здібності Мендеса до написання пісень, цитуючи «Because I Had You», «Perfectly Wrong» та «When You're Ready», як одні з його кращих пісень, а також відзначив його вокальні здібності в пісні «Perfectly Wrong», але був критичним щодо «Queen» і «Fallin' All in You», назвавши їх «загальними», він підсумував огляд, поставивши альбому 4 з 5 зірок.
Джон Караманіка із Нью-Йорк Таймс дав змішаний огляд, назвавши альбом «привабливим, якщо не повністю привабливим, повним приємних анонімних пісень, які систематично приховують таланти містера Мендеса». У тризірковому огляді для Гардіан Лор Снейп висловили думку, що Мендес «спроба детоксикації поп-маскулінності чудова, ти залишаєш прагнення бути трохи грубим і сум'ятним». Джеймісон Кокс з Pitchfork оцінив альбом на 5,1 з 10, відзначаючи, що пісні Мендеса не мають унікального звучання, «і ви можете собі уявити, що вони записані будь-яким: Ніком Джонасом, Чарлі Путом, будь-ким з One Direction».
Shawn Mendes був одним із кращих альбомів першої половини 2018 року, за оцінками Тайм, Billboard та Rolling Stone.

## Комерційна успішність
Shawn Mendes дебютував на першому місці на чарту Billboard Canadian Albums Chart з 32.000 альбомно-еквівалентних одиниць, ставши третім альбомом Мендеса, що очолив канадський чарт. 12 червня 2018 року Shawn Mendes отримав золоту сертифікацію від Канадської асоціації компаній звукозапису з продажами у 40.000 примірників у країні.
Shawn Mendes дебютував на першій сходинці чарту ARIA Charts, ставши першим альбомом Мендеса на вершині чарту Австралії. У британському хіт-параді UK Albums Chart альбом дебютував на третій сходинці, з тижневими продажами у 23.419 одиниць.
Шон Мендс дебютував на першій сходинці чарту в США Billboard 200 з 182.000 альбомно-еквівалентних одиниць (зокрема, продажі у обсязі 142.000 примірників), ставши третім поспіль альбомом Мендеса, що очолив американський хіт-парад. Мендес став третім молодим артистом, чий альбом тричі очолював чарт, поряд з Майлі Сайрус і Джастіном Бібером. У той час він став найкращим чартовим тижнем для Мендеса, п'ятим найкращим тижнем року, і другим за тривалістю тижнем для поп-альбому року, поступившись лише альбому Man of the Woods Джастіна Тімберлейка. Крім того, він став другим найпопулярнішим поп-альбомом 2018 року за перший тиждень після релізу, поступившись лише Тімберлейку, та найпопулярнішим впродовж першого тижня після релізу в Apple Music, побивши рекорд Тімберлейка.

## Трек-лист
Інформацію про авторів отримано з метаданих iTunes Store.
| #     | Назва                                      | Автор                                                          | Продюсер(и)                                      | Тривалість |
| ----- | ------------------------------------------ | -------------------------------------------------------------- | ------------------------------------------------ | ---------- |
| 1.    | «In My Blood»                              | Шон Мендес Тедді Гейгер [en] Скотт Гарріс [en] Джефф Варбартон | Гейгер Мендес                                    | 3:31       |
| 2.    | «Nervous»                                  | Мендес Гарріс Джулія Майклз                                    | Гейгер Мендес                                    | 2:44       |
| 3.    | «Lost in Japan»                            | Мендес Гейгер Гарріс Натаніел Мерсеро                          | Гейгер Мендес Нейт Мерсеро [a] Луї Белл [en] [a] | 3:21       |
| 4.    | «Where Were You in the Morning?»           | Мендес Гейгер Гарріс Варбартон                                 | Гейгер Мендес                                    | 3:20       |
| 5.    | «Like to Be You» (featuring Джулії Майклз) | Мендес Майклз Гарріс                                           | Джон Меєр                                        | 2:39       |
| 6.    | «Fallin' All in You»                       | Мендес Ед Ширан Джонні Макдайд [en] Фред Гібсон Гарріс Гейгер  | Гейгер Мендес                                    | 3:55       |
| 7.    | «Particular Taste»                         | Мендес Раян Теддер Зак Скелтон                                 | Теддер Скелтон Мендес                            | 2:55       |
| 8.    | «Why»                                      | Мендес Гейгер Гарріс                                           | Гейгер Мендес                                    | 3:58       |
| 9.    | «Because I Had You»                        | Мендес Гейгер Теддер Гарріс Скелтон                            | Гейгер Мендес Теддер                             | 2:22       |
| 10.   | «Queen»                                    | Мендес Гейгер Гарріс Варбартон                                 | Джоел Літл [en] Гейгер                           | 3:24       |
| 11.   | «Youth» (за участі Халіда)                 | Мендес Халід Робінсон Гарріс Варбартон Гейгер                  | Літл Мендес                                      | 3:10       |
| 12.   | «Mutual»                                   | Мендес Гейгер Варбартон Гарріс Іан Кіркпатрік [en]             | Гейгер Мендес Кіркпатрік [b]                     | 2:28       |
| 13.   | «Perfectly Wrong»                          | Мендес Гейгер Гарріс Варбартон                                 | Гейгер Мендес                                    | 3:32       |
| 14.   | «When You're Ready»                        | Мендес Гарріс Емі Аллен Варбартон Гейгер                       | Гейгер Мендес                                    | 2:49       |
| 44:08 |                                            |                                                                |                                                  |            |

| Бонусні треки міжнародного делюкс видання | Бонусні треки міжнародного делюкс видання | Бонусні треки міжнародного делюкс видання | Бонусні треки міжнародного делюкс видання | Бонусні треки міжнародного делюкс видання |
| #                                         | Назва                                     | Автор                                     | Продюсер(и)                               | Тривалість                                |
| ----------------------------------------- | ----------------------------------------- | ----------------------------------------- | ----------------------------------------- | ----------------------------------------- |
| 15.                                       | «In My Blood» (акустична)                 | Мендес Варбартон Гейгер Гейгер Гарріс     | Зубін Тхаккар                             | 3:32                                      |
| 16.                                       | «Youth» (за участі Халіда) (акустична)    | Мендес Робінсон Варбартон Гейгер Гарріс   | Літл Мендес                               | 3:09                                      |
| 50:49                                     |                                           |                                           |                                           |                                           |

| Бонусні треки Target-видання | Бонусні треки Target-видання                 | Бонусні треки Target-видання   | Бонусні треки Target-видання | Бонусні треки Target-видання |
| #                            | Назва                                        | Автор                          | Продюсер(и)                  | Тривалість                   |
| ---------------------------- | -------------------------------------------- | ------------------------------ | ---------------------------- | ---------------------------- |
| 15.                          | «In My Blood» (концертний виступ)            | Мендес Варбартон Гейгер Гарріс | Мендес Гейгер                |                              |
| 16.                          | «Where Were You in the Morning?» (акустична) | Мендес Варбартон Гейгер Гарріс | Мендес Гейгер                |                              |

Примітки
- ↑  додатковий продюсер
- ↑  співпродюсер

## Чарти
| Чарт (2018)                                          | Найвища позиція |
| ---------------------------------------------------- | --------------- |
| Австралія Australian Albums (ARIA)                   | 1               |
| Австрія Austrian Albums (Ö3 Austria)                 | 1               |
| Бельгія Belgian Albums (Ultratop Flanders)           | 1               |
| Бельгія Belgian Albums (Ultratop Wallonia)           | 4               |
| Канада Canadian Albums (Billboard)                   | 1               |
| Чехія Czech Albums (ČNS IFPI)                        | 4               |
| Данія Danish Albums (Hitlisten)                      | 2               |
| Нідерланди Dutch Albums (MegaCharts)                 | 1               |
| Фінляндія Finnish Albums (Suomen virallinen lista)   | 6               |
| Франція French Albums (SNEP)                         | 10              |
| Німеччина German Albums (Offizielle Top 100)         | 3               |
| Угорщина Hungarian Albums (MAHASZ)                   | 9               |
| Ірландія Irish Albums (IRMA)                         | 2               |
| Італія Italian Albums (FIMI)                         | 2               |
| Японія Japanese Albums (Oricon)                      | 38              |
| Мексика Mexican Albums (AMPROFON)                    | 3               |
| Нова Зеландія New Zealand Albums (Recorded Music NZ) | 2               |
| Норвегія Norwegian Albums (VG-lista)                 | 2               |
| Польща Polish Albums (ZPAV)                          | 5               |
| Португалія Portuguese Albums (AFP)                   | 2               |
| Шотландія Scottish Albums (OCC)                      | 4               |
| Південна Корея South Korean Albums (Gaon)            | 46              |
| Південна Корея Korean International Albums (GAON)    | 2               |
| Іспанія Spanish Albums (PROMUSICAE)                  | 1               |
| Словаччина Slovak Albums (ČNS IFPI)                  | 7               |
| Швеція Swedish Albums (Sverigetopplistan)            | 5               |
| Швейцарія Swiss Albums (Schweizer Hitparade)         | 1               |
| Велика Британія UK Albums (OCC)                      | 3               |
| США Billboard 200                                    | 1               |

## Сертифікації
| Регіон                                             | Сертифікація | Продажі |
| -------------------------------------------------- | ------------ | ------- |
| Канада (Music Canada)                              | Золотий      | 40 000  |
| Велика Британія (BPI)                              | Срібний      | 60 000  |
| ^відвантаження, що базуються лише на сертифікаціях |              |         |

## Історія випуску
| Регіон | Дата           | Формати                                | Лейбл  | Прим.                |
| ------ | -------------- | -------------------------------------- | ------ | -------------------- |
| Світ   | 25 травня 2018 | CD вініл цифрове завантаження Стримінг | Island | [ 44 ] [ 79 ] [ 80 ] |